# Unsere Mütter, unsere Väter
Unsere Mütter, unsere Väter (literalment, Les nostres mares, els nostres pares) és una minisèrie de televisió alemanya ambientada a la Segona Guerra Mundial dividida en tres parts. Va ser encarregada pel canal públic alemany ZDF, produïda per la filial TeamWorx de la productora de cinema UFA i estrenada a Alemanya i Àustria pel març del 2013, aconseguint prop de set milions d'espectadors per capítol. La sèrie narra la història de cinc amics alemanys, tots ells d'uns 20 anys, i els diferents camins que tots ells van emprendre a l'Alemanya nazi i la II Guerra Mundial com a soldats de la Wehrmacht en el Front de l'Est, com a infermera de guerra, com a aspirant a cantant i com a modista jueu. La narració de la història abasta cinc anys començant el 1941 a Berlín, quan els amics es reuneixen per última vegada abans d'emprendre els seus viatges, amb l'esperança de tornar a reunir-se el Nadal següent. El final de la història se situa entre 1945 i 1946, poc després de la fi de la guerra.
Unsere Mütter, unsere Väter va generar molta controvèrsia. The Economist va arribar a dir que mai abans una sèrie de televisió alemanya no havia generat tant debat públic. La representació dels soldats alemanys com “uns altres”, diferents de la majoria dels seus compatriotes i diferents, va provocar certa incredulitat i va ser criticada per la seva imprecisió històrica. Molts crítics han apuntat que la sèrie està ben construïda i l'han lloat per mostrar aspectes de la guerra que no poden veure's en altres peces sobre la II Guerra Mundial. Uns altres van criticar elements com la representació de la resistència polonesa contra els nazis com a fanàtics antisemites, la banalització de la persecució dels jueus en l'Alemanya nazi, l'ocultació de paper d'Alemanya en l'Holocaust i de la diferència entre les víctimes no alemanyes i els perpetradores alemanys.

## Argument
La sèrie es divideix en tres parts de 90 minuts: Un altre temps (Eine andere Zeit), Una altra guerra (Ein anderer Krieg) i Un altre país (Ein anderes Land).

### Episodi 1:Un altre temps
Poc després de la invasió alemanya de la Unió Soviètica cinc amics celebren una festa a Berlín. Els germans Wilhelm i Friedhelm són dos militars, un oficial i un soldat ras respectivament; Viktor, un jueu que té un taller de costura; Charlotte, que acaba d'aprovar l'examen per ser infermera de guerra; Greta, una bonica cambrera que somia a convertir-se en una cantant famosa. Tots ells tenen l'esperança de poder reunir-se de nou aquell Nadal.
Wilhelm i Friedhelm presencien algunes de les victòries primerenques dels alemanys en el seu camí cap a Moscou. Charlotte s'acostuma a veure sang mentre treballa prop del front. Greta es fica al llit amb un comandant de la Gestapo per accelerar la seva carrera com a cantant i aconseguir els documents perquè Viktor pugui escapar-se a Nova York, ja que els drets dels jueus estan sent reduïts. No obstant això, Viktor és detingut per la Gestapo i ficat en un tren cap a un camp de concentració.

### Episodi 2:Una altra guerra
Els russos controlen la invasió fent retrocedir als alemanys i causant nombroses baixes. Wilhelm és ferit i donat per mort. Quan desperta, en lloc de tornar a la base, troba una cabana prop d'un llac on viu sol durant unes setmanes. Finalment, és descobert per l'Exèrcit Alemany i sentenciat a mort per deserció. Friedhelm, després de ser ferit de gravetat, és enviat a casa. Però en tornar i veure la desil·lusió del seu pare per l'aparent mort de Wilhelm i la falta d'estima pel seu retorn, decideix allistar-se de nou. Viktor escapa dels alemanys i s'uneix a un grup de partisans polonesos tractant d'ocultar la seva condició de jueu, que aquests els odien. Charlotte es desespera per l'aparent mort de Wilhelm i comença una aventura amb un metge. Greta visita el front i es desil·lusiona pel que veu. És detinguda i empresonada per fer comentaris en públic dubtant de la victòria.

### Episodi 3:Un altre país
L'exèrcit soviètic s'acosta a Berlín. No només la guerra està perduda, sinó que també està condemnada la spervivència del règim nazi. La sentència de mort de Wilhelm és commutada pel batalló de càstig. Durant la retirada Wilhelm és amenaçat pel sergent i reacciona assassinant-ho i escapant. Viktor és expulsat del grup de partisans per ser jueu, però queda atrapat en una operació de les SS contra ells. Es creua amb Friedhelm, qui mata al seu comandant perquè Viktor pugui escapar. El dia de l'armistici, Friedhelm mor liderant un grup de soldats, sacrificant-se ell mateix per forçar els seus homes a rendir-se. Charlotte és capturada pels russos i comença a treballar com a infermera per a ells. Greta és executada just abans de la rendició per ordre del comandant amb qui s'havia embolicat per eliminar un testimoni del seu passat. Al Berlín ocupat pels Aliats, els tres supervivents (Wilhelm, Viktor i Charlotte) es retroben en el mateix bar d'abans i ploren junts.

## Personatges

### Wilhelm Winter
Wilhelm (Volker Bruch) és el narrador de la història. A l'inici dels capítols ofereix un monòleg i, quan l'acció se centra en el present, resumeix tot el que ha passat mentrestant. En el pilot explica que va servir en la invasió de Polònia i en la de França. En certa manera s'adona que Charlotte sent coses per ell però li diu al seu germà i a altres soldats que no vol donar-li esperances perquè és probable que mori en el front abans de poder correspondre-li.
Wilhelm està convençut que ha de servir al seu país com a soldat pel seu honor i, en conseqüència, serveix com a oficial de la Wehrmacht. Assumeix les seves responsabilitats envers els homes fel batalló d'infanteria que comanda (entre ells el seu germà) i executa a un presoner per ordre de la Kommissarbefehl. Amb el transcurs de la guerra és guardonat amb la Creu de Ferro de Primera Categoria i ascendit a Oberleutnant mentre s'esvaeixen les esperances d'una victòria ràpida, juntament amb el seu innocent idealisme. Després de la mort de tot el seu batalló per aconseguir un objectiu qüestionable abandona el front després de sofrir una contusió provocada per un explosiu antitanc Panzerfaust. Posteriorment, es refugia en una cabanya prop d'un llac on és detingut per desertor per agents de la Feldgendarmerie i en lloc de ser executat és traslladat a un Strafbataillon (en català, "Batalló de Càstig"). Allà és maltractat pel sergent. El Batalló de Càstig passa per l'hospital on treballa Charlotte. Ella no pot creure que encara estigui viu. Poc després, Wilhelm mata el sergent i escapa amb un altre soldat cap a Berlín.
Al final de la sèrie, Charlotte, Viktor i ell es reuneixen en les ruïnes del bar de Greta, en un Berlín ocupat, i brinden solemnement per Greta i Friedhelm.

### Charlotte
Charlotte (Miriam Stein), anomenada Charly pels seus amics, està enamorada secretament de Wilhelm. Quan comença la guerra treballa com a infermera voluntària. Inicialment no pot suportar ser testimoni del sofriment dels soldats ferits però amb l'avanç de la contesa es fa considerablement més forta. En la primera operació és expulsada del quiròfan en caure-li un bisturí a terra i torna a treballar assistint els ferits. A causa del treball desbordant dels metges i la falta d'efectius, se li permet demanar ajuda a personal ucraïnès. Tria com assistent una dona anomenada Lilija que nega ser jueva. Quan detecten robatoris de morfina, Charlotte investiga i troba una fotografia de la família de Lilija davant d'una menorá. Parla amb Lilija i ella li confessa ser una doctora jueva. Charlotte lluita amb la seva consciència i, finalment, decideix denunciar-la a les autoritats. Tanmateix, quan veu arribar la Gestapo, adverteix Lilija perquè fugi, però, una altra infermera alemanya l'assenyala a les autoritats i Lilija és detinguda. La pena de Charlotte creix quan Friedhelm, ferit, li diu que Wilhelm ha mort en combat. Donant-lo per mort cerca consol en una aventura amb el cap de cirurgia. Quan l'Exèrcit Alemany està en retirada del Front de l'Est, Wilhelm apareix a l'hospital com a membre d'un Batalló de Càstig. Després de confessar-li que n'està enamorada, fuig corrent i plorant. Quan es recupera i intenta parlar amb ell, es troba que ja se n'ha anat.
Amb el front apropant-se cada vegada més ràpid, Charlotte, Sonja (una ajudant russa) i un grup de soldats greument ferits intenten evacuar l'hospital sense èxit i queden a mercè del soldats de l'Exèrcit Roig que, en arribar a l'hospital, maten els soldats ferits, detenen Sonja per col·laboradora i violen Charlotte. Just en aquest moment, apareix Lilija, que ha estat alliberada pels russos i s'ha incorporat com a metge militar. Interromp la violació i salva la vida a Charlotte aconseguint que l'agafin com infermera a l'hospital del camp base soviètic. També executa Sonja perquè no podia salvar-la, però almenys li estalvia l'atac sexual en mans dels soldats.
Quan la guerra acaba, Wilhelm, Viktor i ella es retroben a les ruïnes del bar de Greta.

### Greta Müller
Greta (Katharina Schüttler) és una cambrera d'un bar a Berlín i una ambiciosa cantant que vol triomfar costi el que costi. Quan en l'episodi pilot Martin Dorn, agent de la Gestapo, descobreix la festa de comiat dels cinc amics, Greta diu ser la propietària del disc de swing de Teddy Schauer que estan escoltant per evitar que l'agent descobreixi que el seu xicot jueu, Viktor, s'està saltant el toc de queda. Comença una aventura amorosa amb Dorn per salvar-se i per aconseguir els papers a Viktor perquè fugi als Estats Units. Dorn, encapritxat, promociona la seva carrera de cantant gràcies a la propaganda. Quan ella es converteix en una amenaça per al matrimoni de Dorn, ell li organitza una gira, que resulta ser pels campaments del Front de l'Est. Allà es retroba amb Friedhelm, Wilhelm i Charlotte breument en el seu camerino després de la seva actuació, però els deixa aviat per anar a una festa organitzada per uns oficials. El seu xofer i el seu pilot la deixen tirada en l'inici de la batalla de Kursk perquè triga massa a fer les maletes. Es veu obligada a quedar-se i ajudar Charlotte atenent els soldats ferits, experiència que la traumatitza. Per casualitat aconsegueix tornar a Berlín on expressa obertament els seus dubtes sobre el Endsieg (és a dir, la victòria final) ienfada amb Dorn, explicar a la seva dona l'aventura que ha tingut amb ell. Dorn la fa detenir i empresonar per Wehrkraftzersetzung (en català, subversiva de l'esforç de la guerra). Per salvar-se confessa a Dorn que està embarassada d'ell, però la seva reacció és colpejar-la brutalment al ventre. Just abans de l'arribada fels russos és afusellada.

### Viktor Goldstein
Viktor (Ludwig Trepte) és l'amant secret de Greta. Tots dos viuen amb la por de ser acusats de Rassenschande (en català, contaminació racial) per la seva condició de jueu. En un intent d'evitar la seva deportació, Greta manipula el comissari de la Gestapo Dorn perquè li doni un passaport que li permeti viatjar als Estats Units d'Amèrica però, el dia de la seva partida, Dorn traeix Greta i fent degrestar Viktor per la Gestapo i enviar-lo a un camp de concentració- però Greta creu que ha pogut marxar cap a Amèrica. Durant el trasllat del camp de concentració cap a Auschwitz, aconsegueix escapar del tren amb una noia polonesa comunista anomenada Alina i s'uneix a un grup de partisans polonesos de l'Armia Krajowa. Durant el temps que passa amb el grup es veu obligat a amagar la seva condició de jueu a causa de l'antisemitisme d'aquest. Quan el grup para una emboscada al comandant d'un escamot Einsatzgruppe de les SS, per casualitat reconeix Friendhelm conduint. Aquest també el reconeix i això li permet preveure l'emboscada i salvar la vida, i la de Hiemer, l'oficial de la Sicherheitsdienst (SD) objectiu de l'atemptat. Posteriorment, el grup envolta i segresta un tren alemany que transporta armes. Quan descobreixen que part dels vagons porten presoners jueus, Viktor desafia el grup obertament i els allibera. Alguns partisans volen executar-lo, però el líder, que ha empatitzat amb la situació de Viktor, li permet anar-se en pau. Poc després de la marxa de Viktor els partisans són traïts i el seu cau és atacat pel batalló de Friedhelm. Viktor queda atrspat entre Friedhelm i l'oficial de la SD. Quan aquest li dona l'ordre de disparar, Friedhelm mata l'oficial i diu a Viktor que fugi. Després de la fi de la guerra, Viktor torna a Berlín i descobreix que tant els seus pares com Greta han mort, que una família alemanya està vivint en el seu pis i que Dorn ha dissimulat el seu passat nazi i s'ha incorporat a l'administració aliada.
Al final de la sèrie es reuneix amb Charlotte i Wilhelm a les ruïnes del bar de Greta.

### Friedhelm Winter
Friedhelm (Tom Schilling) és un jove sensible i amant de la literatura que no té cap ambició com a soldat, cosa que provoca que el seu pare el menysprei. Soldat al batalló comandat pel seu germà, els seus companys el consideren un covard i un insensat que posa les seves vides en perill i li peguen després de veure que, per haver-se encès un cigarret, podria haver mostrat la seva posició a un avió Po-2 rus. Durant la batalla en el Front de l'Est, Friedhelm s'endureix emocionalment i es torna despietat, matant a presoners per voluntat pròpia i liderant un atac contra una oficina de telègrafs russa després de presenciar l'aparent mort del seu germà per l'atac d'un Panzerfaust. Un soldat alemany li dispara després de confondre'l amb un rus, ja que, per atacar l'estació de telègrafs, portava posat un uniforme de l'Exèrcit Rojo. Charlotte aconsegueix salvar-li la vida després de suplicar-li al cirurgià cap de l'hospital de campanya que li operi malgrat el dur sistema d'avaluació del doctor. Abans que el portin de tornada a Berlín li diu a Charlotte, per error, que Wilhelm ha mort en l'atac del Panzerfaust. Es reincorpora i és assignat com a xofer a Hiemer, un oficial del Sicherheitsdienst (SD), a qui salva d'una emboscada. Esdevé el protegit de Hiemer, que l'utilitza de botxí en els nombrosos atacs contra els partisans en la Polònia ocupada. Tanmateix, acaba matant Heimer per salvar Viktor. Cap al final de la guerra l'ascendeixen a Unteroffizier (un rang semblant al de sergent) i lidera un grup de Volkssturm format per homes grans i nois de les Joventuts Hitlerianes moguts per la seva fervent voluntat de lluita contra els soviètics. El dia de l'armistici són descoberts pels soviètics, però els nois no volen rendir-se. Friedhelm els ordena quedar-se quiets i avança solitari cap a l'enemic, apuntant amb un rifle, provocant que li disparin. Els soldats de la Volkssturm es rendeixen després de presenciar la seva mort per les bales d'una metralladora Maxim M1910.

## Recepció i crítiques
A Alemanya, la sèrie va tenir una audiència, en el seu episodi final, de 7'6 milions d'espectadors, amb un quota de pantalla del 24%. La sèrie no va estar exempta de polèmica a causa de la dura història moderna d'Alemanya, encara fresca en la política, la memòria i la intel·lectualitat del país, on qualsevol intent d'abordar aquella fosca fase des d'una perspectiva que vagi més enllà de la pura condemna moral sol ser rebuda amb crítiques desiguals. A Polònia, no va sentar gens bé el tractament antisemita que la sèrie dona al grup de partisans.

## Premis
En 2014 la sèrie va ser guardonada amb el premi Emmy a la millor mini serie per a televisió.